# Enguerrand II di Ponthieu
Enguerrand II di Ponthieu, in francese: Enguerrand II de Ponthieu (... – 25 ottobre 1053), fu protettore (avoué) di Saint-Riquier, signore d'Aumale e conte di Ponthieu dal 1052 al 1053.

## Origine
Enguerrand era il figlio primogenito del protettore (avoué) di Saint-Riquier, signore e poi conte di Ponthieu e signore d'Aumale Ugo II, e della moglie, Berta di Aumale, figlia ed ereditiera di Guerimfredo, signore di Aumale.

## Biografia
Suo padre, Ugo II, aveva seguito una politica di alleanza con la Normandia: aveva dato in sposa la figlia a Guglielmo, conte d'Arques, figlio del duca di Normandia, Riccardo II; il primogenito Enguerrand aveva invece sposato Adelaide, una sorella del duca di Normandia, Guglielmo II.
Tali alleanze si rinforzarono con quella conclusa tra i casati di Normandia e di Fiandra.
Ma il conte Ugo II, non poté raccogliere i frutti della sua politica: fu ucciso alcuni anni dopo, il 20 novembre 1052, e fu inumato nell'abbazia di Saint-Riquier.
Enguerrand, in quanto figlio primogenito, gli succedette.
All'inizio del 1053 Guglielmo conte d'Arques si ribellò al duca Guglielmo II, suo nipote, sostenuto dal re di Francia Enrico I. Enguerrand II, allora ostile a Guglielmo d'Inghilterra, si schierò a fianco del cognato, Guglielmo d'Arques, ma venne ucciso il 25 ottobre 1053 in uno scontro avvenuto a Saint-Aubin-sur-Scie, nel Ducato di Normandia. Guglielmo d'Arques fu perdonato, ma preferì lasciare la Normandia, andando in esilio nella contea di Boulogne, presso il conte Eustachio I di Boulogne.
Dopo la morte di Enguerrand II, Guglielmo II confiscò la signoria d'Aumale, e ne fece dono alla sorella Adelaide, vedova di Enguerrand, la quale si risposò con Lamberto di Boulogne, conte di Lens, poi nuovamente con Oddone II di Troyes, che divenne così anche conte d'Aumale. La contea di Ponthieu rimase invece a Guido, che succedette a Enguerrand II anche come protettore di Saint-Riquier.

## Matrimonio e discendenza
Enguerrand aveva sposato Adelaide di Normandia, l'unica figlia femmina del Duca di Normandia, Roberto I il Magnifico e di una sua concubina, per cui Aeliz o Adelaide era la sorellastra di Guglielmo poi conosciuto come il Conquistatore.
Enguerrand da Adelaide di Normandia ebbe tre figli:
- Guido († 13 novembre 1100), conte di Ponthieu e di Montreuil
- Adelaide, citata nel 1098[3]
- Elissenda, sposata prima del 1091 a Ugo II, conte di Saint-Pol.